# Svēte
De Svēte (in Litouwen Švėtė) is een 123 km lange rivier die ontspringt in Šiauliai in Litouwen. Bij het dorp Žagarė vormt zij over 2 km de grens met Letland. Op 8 km van Jelgava in Letland vloeit zij samen met de Lielupe.
De bovenloop kan in hete zomers droogvallen. Op Lets grondgebied vormt zij een tot 10 meter diep dal, maar stroomafwaarts van Augstkalne wordt het dal breder en vlakker en stroomt dan door het laagland van Semgallen. Meerdere stukken zijn met dijken tegen overstromingen versterkt. In de buurt van Jelgava wordt aan de oevers klei gewonnen.